# Stazione di Quinto di Treviso
La stazione di Quinto di Treviso era una stazione ferroviaria della linea dismessa Treviso-Ostiglia, un tempo posta a servizio del comune trevigiano di Quinto di Treviso. Era situata al km 109+449 della predetta strada ferrata.

## Storia
L'impianto fu aperto il 28 ottobre 1941, assieme al tronco da Grisignano di Zocco a Treviso della ferrovia Treviso-Ostiglia.
La stazione rimase in esercizio effettivo per pochi anni. Durante la Seconda guerra mondiale, lo stabile rimase sotto il controllo della Wehrmacht, che se ne servì per il transito delle proprie tradotte militari e per i convogli di prigionieri. Al termine del conflitto, nel 1946, fu riaperto all'esercizio il solo tratto Treviso-Quinto di Treviso, rimesso in sesto dall'esercito americano per fini strategici, data l'instabile situazione politica a Trieste.
Nel dicembre del 1947 il tratto fu definitivamente chiuso e la stazione di Quinto vide cessare le proprie funzioni.

## Strutture e impianti
La stazione era dotata di un fabbricato viaggiatori a pianta rettangolare e a due livelli. Al piano inferiore erano posizionate le sale d'attesa di I, II e III classe, l'ufficio movimento, una lampisteria ed il deposito bagagli. Il piano superiore un tempo era riservato ad abitazione del capostazione. Nel 2011 questi locali sono abitati da privati e mantenuti in buone condizioni.
L'impianto era inoltre dotato di uno scalo merci e di un magazzino merci, che al 2011 risultano presenti e riadattati ad uso privato.